# Linsells kyrka
Linsells kyrka är en kyrkobyggnad i Linsell. Den tillhör Svegsbygdens församling i Härnösands stift.

## Kyrkobyggnaden
Redan 1734 lät bygdens folk framföra önskemål om ett eget kapell då man ansåg vägen vara lång och besvärlig till Sveg. Förslaget accepterades 1778 stod kyrkan färdig, som kapell i Svegs församling. Ursprungligen var kyrkan utan torn, men kyrkan fick sitt nuvarande utseende redan 1797. I tornet hänger idag Härjedalens äldsta kyrkklocka som göts 1648.

Träkyrkan är nästan i sin helhet ett verk av linsellsbonden Pehr Tholsson. Han var både arkitekt och byggmästare.

Kyrkans långhus är liggtimrat med rektangulär grundplan, kor i öster och smalare sakristia i nordöstra hörnet. Tornet är i väster. Den ursprungligen röda exteriören fick sin nuvarande vita färg på 1860-talet.

## Inredning
- Pehr Tholsson har även byggt såväl bänkinredningen som predikstolen. Även dopängeln har han snidat.
- Altartavlan är målad av Perhs son, Nils Lindström, som blev målarmästare i Gävle.
- Den målade skenarkitekturen kring altaruppsatsen och den diskreta väggdekoren målades av Pehr och Göran Sundin 1818
- Orgeln på kyrkans läktare invigdes sommaren 1988.